# Academia (издательство, Чехия)
Academia — чешское издательство, открытое в 1953 году Чехословацкой академией наук. Современное название получило в 1965 году. Штаб-квартира издательства располагается, в Праге, на Вацлавской площади, в доме Вигла.
Издательство специализируется на выпуске научной и научно-популярной литературы, учебников, словарей, энциклопедий. Издания неоднократно были удостоены литературных наград Чехии, среди которых «Magnesia Litera», «Книга года», «Словарь года», «Премия Йозефа Главки».
Компании принадлежат фирменные книжные магазины в Праге, Ческе-Будеёвице, и культурный центр в Остраве. Ранее у издательства был фирменный магазин в Брно, закрывшийся в 2024 году, после 22 лет работы.